# Basil van Rooyen
Basil van Rooyen (n. 19 aprilie 1939, Johannesburg, Africa de Sud – d. 14 septembrie 2023, Noul Wales de Sud, Australia) a fost un pilot sud-african de Formula 1.